# Dudua hesperialis
Dudua hesperialis es una especie de mariposa del género Dudua, familia Tortricidae.
Fue descrita científicamente por Walker en 1864.